# スパイク (犬)
スパイク（Spike）は、ロップイヤーの黄色いマタドール（マスティフとラブラドール・レトリバーの雑種）であり、1957年の映画『黄色い老犬』でトミー・カーク、ビバリー・ウォッシュバーン、ドロシー・マクガイア、フェス・パーカー、ケヴィン・コーコランと共演したイエラー役の俳優犬として知られる。スパイクは子犬の頃にカリフォルニア州ヴァンナイズの施設から保護され、動物調教師のフランク・ウェザーワックスに飼われた。
スパイクは他にも20世紀フォックス製作、ドナルド・クリスプとデヴィッド・ラッド出演の『フランダースの犬』や1956年の『海獣の霊を呼ぶ女』に出演した。1961年にピート役を務め、ロジャー・モービリー、デヴィッド・マクリーン、ゲイル・ラッセルと共演した『The Silent Call』ではネバダ州からカリフォルニア州への旅行中に離れた家族との再会を目指すという役どころであった。
テレビ番組には『ミッキーマウス・クラブ』や『名犬ラッシー』などに出演した。ブライアン・キース主演の『遙かなる西部』には全エピソードに出演した。

## 主なフィルモグラフィ
- 海獣の霊を呼ぶ女 The She-Creature (1956) クレジット無し
- 黄色い老犬 Old Yeller (1957) クレジット無し
- Dick Powell's Zane Grey Theatre (1959) クレジット無し
- フランダースの犬（英語版） A Dog of Flanders (1960) クレジット無し
- 遙かなる西部（英語版） The Westerner (1960) クレジット無し
- 拳銃街道（英語版） Tales of Wells Fargo (1961) クレジット無し
- The Silent Call (1961)
- アパッチ大平原（英語版） Hondo (1967)
- What Ever Happened to Aunt Alice? (1969)